# Welanders distala myopati
Welanders distala myopati, Hedesundasjukan eller Myopathia distalis tarda hereditaria, är en ärftlig muskelsjukdom. Sjukdomen framträder vanligen i 50-årsåldern och symptomen är svaghet i fingrar och tår. Welanders distala myopati beskrevs för första gången år 1951 av Lisa Welander.

## Geografisk spridning
Sjukdomen kallas också Hedesundasjukan. Detta på grund av att den varit speciellt vanlig i orten Hedesunda. Sjukdomen är vanligast i Gästrikland, men förekommer också i andra delar av Sverige och Finland. Den finns inte i något annat land, förutom då i de fall som rör utvandrade svenskar och deras ättlingar.

## Historik
Personer med Hedesundasjukan har en mutation på kromosom 2. Denna mutation har spårats till drygt 1 000 år tillbaka i tiden, vilket innebär att alla drabbade har en gemensam förfader från den tiden.